# Deadkovîci, Dubno
Deadkovîci (în ucraineană Дядьковичі) este un sat în comuna Satîiiv din raionul Dubno, regiunea Rivne, Ucraina.

## Demografie
Componența lingvistică a localității Deadkovîci
     Ucraineană (100%)
Conform recensământului din 2001, toată populația localității Deadkovîci era vorbitoare de ucraineană (100%).